# Japet (księżyc)
Japet (Iapetus, Saturn VIII) – trzeci co do wielkości księżyc Saturna, najdalszy spośród dużych lodowych księżyców planety.

## Odkrycie
Japet został zaobserwowany po raz pierwszy przez Giovanniego Cassiniego w roku 1671, kiedy znajdował się po zachodniej stronie planety. Na początku następnego roku astronom bezskutecznie próbował odnaleźć go po wschodniej stronie, lecz udało mu się zaobserwować Japeta dopiero kilka miesięcy później, kiedy księżyc ponownie ukazał się po stronie zachodniej. Dopiero w 1705 roku, za pomocą ulepszonego teleskopu, Cassini zdołał zaobserwować go po wschodniej stronie Saturna – po tej stronie księżyc okazał się być dużo ciemniejszy niż po zachodniej. Uczony wysnuł wniosek, że zwraca się on stale tą samą stroną w kierunku planety, przy czym półkula widoczna po zachodniej stronie planety jest dużo jaśniejsza niż druga. Wniosek ten potwierdziły dalsze obserwacje. Ciemny obszar nazwany został na cześć astronoma Cassini Regio.

## Przeloty sond kosmicznych
Dystans, na jaki sondy zbliżyły się do księżyca.
- Voyager 2 (23.08.1981) – 909 070 km[2]
- Cassini (31.12.2004) – 123 370 km[3]
- Cassini (10.09.2007) – 1644 km[4]

## Powierzchnia
Różnica albedo oraz barwy obu półkul Japeta jest uderzająca. Tylna (w ruchu dookoła planety) półkula i bieguny księżyca są bardzo jasne, pokryte lodem odbijającym dużą część padającego światła i przez to dużo chłodniejsze niż druga strona. Półkula przednia jest bardzo ciemna, z czerwonawym odcieniem.
Ciemny materiał na powierzchni jest raczej materią przechwyconą z przestrzeni kosmicznej, niż pochodzącą z wnętrza obiektu. Wykazuje on podobieństwo do substancji organicznych obserwowanych na niektórych meteorytach. W strefie „ciemnej” nie widać również tak wielu kraterów meteorytowych jak w jasnej, co świadczy o stałym odnawianiu powłoki i maskowaniu śladów ewentualnych uderzeń meteorów.
Prawdopodobnym źródłem pochodzenia różnic barw na powierzchni księżyca może być odkryty w październiku 2009 roku pierścień Febe.

## Kształt księżyca

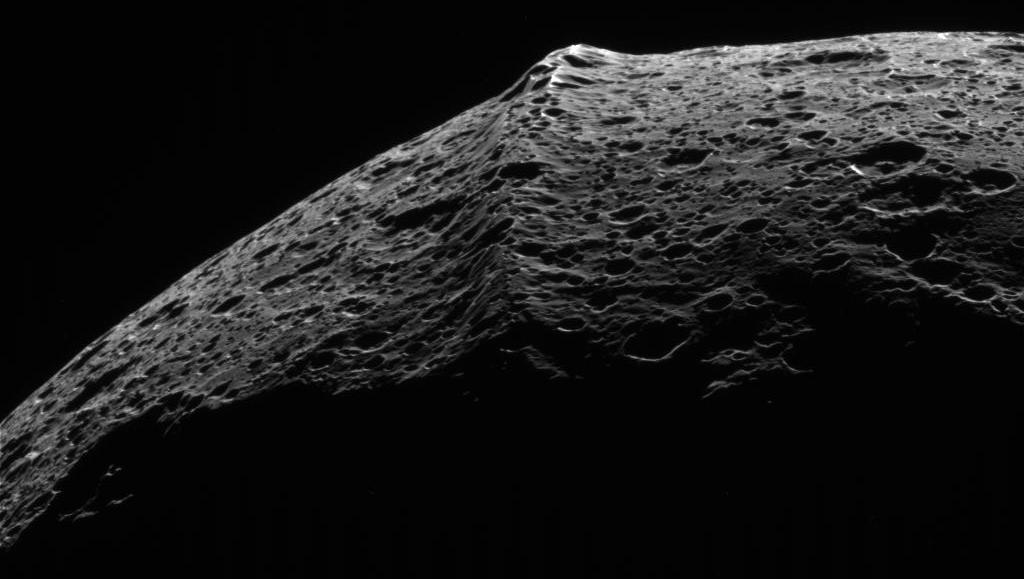
Zbliżenie równikowego grzbietu górskiego

Niska gęstość księżyca świadczy o tym, że zbudowany jest on w 4/5 z lodu. Księżyc jest dość duży, żeby być w równowadze hydrostatycznej i mieć kształt bliski kulistemu, jednak ze względu na spłaszczenie i niezwykły grzbiet ciągnący się wzdłuż równika, przypomina on kształtem raczej orzech włoski. Grzbiet ten ma do 13 km wysokości, 20 km szerokości i 1300 km długości. Znajduje się głównie po ciemnej stronie księżyca, z przedłużeniem w postaci kilkudziesięciokilometrowej długości łańcuchów górskich po jasnej stronie. Pochodzenie grzbietu jest nieznane, ale ze względu na dużą liczbę kraterów można stwierdzić, że jest utworem geologicznie starym.